# Jerome Bettis
Jerome Abram Bettis (Detroit, Míchigan, 16 de febrero de 1972), más conocido como Jerome Bettis, es un exjugador profesional estadounidense de fútbol americano que se desempeñó en la posición de running back en la National Football League (NFL). Es miembro del Salón de la Fama del Fútbol Americano Profesional.

## Carrera
Bettis jugó como profesional dos temporadas en Los Angeles Rams (1993-1995), después pasó a Pittsburgh Steelers, donde jugó diez temporadas (1996-2005), y fue el equipo en el que se retiró.

## Reconocimiento
El 31 de enero de 2015, fue seleccionado para ser miembro del Salón de la Fama del Fútbol Americano Profesional.